# Бейкув
Бейкув (пол. Biejków) — село в Польщі, у гміні Промна Білобжезького повіту Мазовецького воєводства.
Населення — 239 осіб (2011).
У 1975-1998 роках село належало до Радомського воєводства.

## Демографія
Демографічна структура станом на 31 березня 2011 року:
|          | Загалом | Допрацездатний вік | Працездатний вік | Постпрацездатний вік |
| -------- | ------- | ------------------ | ---------------- | -------------------- |
| Чоловіки | 123     | 19                 | 84               | 20                   |
| Жінки    | 116     | 20                 | 65               | 31                   |
| Разом    | 239     | 39                 | 149              | 51                   |